# Bāgh-e Gol Gol
Bāgh-e Gol Gol (persiska: گُل گُل, باغ گل گل) är en ort i Iran.   Den ligger i provinsen Lorestan, i den västra delen av landet, 400 km sydväst om huvudstaden Teheran. Bāgh-e Gol Gol ligger 871 meter över havet och antalet invånare är 181.
Terrängen runt Bāgh-e Gol Gol är kuperad åt nordost, men åt sydväst är den platt. Runt Bāgh-e Gol Gol är det ganska glesbefolkat, med 28 invånare per kvadratkilometer. Närmaste större samhälle är Poldokhtar, 13,1 km väster om Bāgh-e Gol Gol. Omgivningarna runt Bāgh-e Gol Gol är i huvudsak ett öppet busklandskap.